# Медведка (Тоцький район)
Медве́дка (рос. Медведка) — село у складі Тоцького району Оренбурзької області, Росія.

## Населення
Населення — 440 осіб (2010; 505 у 2002).
Національний склад (станом на 2002 рік):
- росіяни — 93 %